# Sabrina Ferilli
Sabrina Ferilli (ur. 28 czerwca 1964 w Rzymie) – włoska aktorka filmowa i teatralna.
Włosi nazywają ją nową Sophią Loren. Zaczynała od drobnych ról w drugorzędnych filmach telewizyjnych i kinowych. Przełomem otwierającym jej drogę do najważniejszych włoskich filmów okazał się Americano rosso z 1991. Za rolę Luigi w Diario di un vizio z 1993 dostała nagrodę krytyków na Berlińskim Festiwalu Filmowym. Za rolę w La Bella vita z 1994 otrzymała „Silver Ribbon” i „Gold Clapperboard” dla najlepszej aktorki. W 1996 prowadziła Festiwal Piosenki Włoskiej w San Remo.

## Filmografia
- 1986: Portami la luna
- 1987: Rimini Rimini
- 1987: Caramelle da uno sconosciuto
- 1987: Rimini, Rimini - un anno dopo
- 1988: La Casa dell'orco jako Anna
- 1988: Il Frullo del passero
- 1988: Il Volpone jako Rosalba
- 1989: Night Club
- 1990: La Strada di Ball
- 1990: Piccoli omicidi senza parole
- 1990: L'Isola dei misteri
- 1991: Americano rosso jako Zaira
- 1992: Specchio d'acqua
- 1992: Vietato ai minori
- 1992: Donne sottotetto
- 1992: Una Storia italiana
- 1993: Diario di un vizio jako Luigia
- 1993: Donne in un giorno di festa jako Sabrina
- 1994: Anche i commercialisti hanno un'anima jako Sonia
- 1994: Il Giudice ragazzino jako Angela Guarnera
- 1994: Vandalucia
- 1994: La Bella vita jako Mirella
- 1995: Die Falle jako Mariangela
- 1995: Inka Connection jako Maria Ponti
- 1996: Ritorno a casa Gori jako Sandra
- 1996: Ferie d'agosto jako Marisa
- 1996: Vite strozzate jako Miriam
- 1996: Oranges ameres jako Alice
- 1997: Ojciec mojej córki (Il padre di mia figlia) jako Lisa Leto
- 1998: Leo i Beo (Leo e Beo) jako Laura
- 1998: Śmiejesz się (Tu ridi) jako Nora
- 1998: Il Signor Quindicipalle jako Sissi
- 1999: I Fobici jako Dziewczyna
- 1999: Dziewczyny z butiku (Commesse) jako Marta
- 2000: Przemęczenie mile widziane (A ruota libera)
- 2000: Le Giraffe
- 2000: Ponad chmurami (Le Ali della vita) jako Rosanna Ranzi
- 2001: Come l'America jako Antonia
- 2001: Le Ali della vita 2
- 2002: Rzymski butik 2 (Commesse 2)
- 2002: Cuore di donna jako Flavia
- 2003: L' Acqua... il fuoco jako Marta
- 2004: Zakochane święta (Christmas in Love) jako Lisa
- 2004: Rodzina Innocente (Lives of the Saints) jako Cristina Innocente
- 2004: Chcę odzyskać dzieci (Rivoglio i miei figli) jako Sonia
- 2005: Dalida jako Dalida
- 2005: Dalida: le making of jako ona sama
- 2006: Auta (Cars) głos
- 2008: Tutta la vita davanti jako Daniela
- 2009: Potwory naszych czasów (I mostri oggi) jako Sabrina / Mama / Alice / Żona
- 2009: Christmas in Beverly Hills jako Cristina
- 2010: Caldo criminale jako Anna Tardelli
- 2011: Auta 2 (Cars 2) głos
- 2011: Vacanze di Natale a Cortina jako Elena Covelli
- 2012: Né con te né senza di te jako Francesca Sipicciani
- 2013: La Grande bellezza jako Ramona
- 2015: Ja i ona (Io e lei) jako Marina Baldi
- 2016: Forever Young